# Premiership Rugby 2007-2008
Premiership Rugby 2007-08 fu il 21º campionato nazionale inglese di rugby a 15 di prima divisione.
Si tenne dal 15 settembre 2007 al 31 maggio 2008 tra 12 squadre, che si incontrarono nella stagione regolare a girone unico che designò le quattro contendenti ai play-off per il titolo finale.
Il torneo fu noto anche come Guinness Premiership a seguito di accordo di naming stipulato ad aprile 2005 con il birrificio irlandese Guinness.
L'edizione 2007-08 vide di nuovo il Wasps in finale dopo l'esclusione dai play-off della stagione precedente: in semifinale eliminò Bath, mentre la campione uscente Leicester regolò di giustezza la capolista Gloucester vincendo di un solo punto a Kingsholm.
La finale fu caratterizzata dal ritorno alla vittora del Wasps dopo due anni di digiuno e per la quarta volta in sei anni: il sesto titolo giunse battendo Leicester 26-16 alla fine di una partita giudicata più combattuta di quanto lo scarto suggerisca di fronte a un'affluenza-record, per incontri di club, di 81600 spettatori.
A tornare in seconda divisione, altresì, la neopromossa Leeds, ribattezzata Leeds Carnegie dopo associazione con la concittadina Università Beckett; benché praticamente annunciata già da metà torneo, la certezza matematica del ritorno in National Division One giunse solo a tre giornate dalla fine, quando il distacco di 15 punti dall'allora penultima Worcester divenne incolmabile.
Il valore delle marcature, come stabilito dall’IRFB nel 1992, era: 5 punti per ciascuna meta (7 se trasformata), 3 punti per la realizzazione di ciascun calcio piazzato, idem per il drop.

## Squadre partecipanti
- Bath
- Bristol
- Gloucester
- Harlequins (Londra)
- Leeds Carnegie
- Leicester
- London Irish (Londra)
- London Wasps (Londra)
- Newcastle (Newcastle upon Tyne)
- Sale Sharks (Sale)
- Saracens (Londra)
- Worcester

## Stagione regolare

### Risultati
|            | 1ª giornata                |       |
| ---------- | -------------------------- | ----- |
| 15-9-2007  | Bath – Worcester           | 29-15 |
| 15-9-2007  | Harlequins – London Irish  | 35-27 |
| 15-9-2007  | Wasps – Saracens           | 19-29 |
| 16-9-2007  | Bristol – Leicester        | 13-26 |
| 16-9-2007  | Leeds – Gloucester         | 24-49 |
| 16-9-2007  | Newcastle – Sale Sharks    | 33-12 |
|            |                            |       |
|            | 4ª giornata                |       |
| 5-10-2007  | Sale Sharks – Wasps        | 16-0  |
| 5-10-2007  | London Irish – Bath        | 20-22 |
| 5-10-2007  | Newcastle – Leeds          | 21-19 |
| 6-10-2007  | Harlequins – Bristol       | 24-18 |
| 6-10-2007  | Worcester – Saracens       | 16-21 |
| 6-10-2007  | Leicester – Gloucester     | 17-30 |
|            |                            |       |
|            | 7ª giornata                |       |
| 23-11-2007 | Worcester – Sale Sharks    | 15-34 |
| 24-11-2007 | Bath – Bristol             | 28-13 |
| 24-11-2007 | Leeds – Leicester          | 6-29  |
| 25-11-2007 | Gloucester – Harlequins    | 27-25 |
| 25-11-2007 | Wasps – Newcastle          | 35-12 |
| 25-11-2007 | Saracens – London Irish    | 24-20 |
|            |                            |       |
|            | 10ª giornata               |       |
| 4-1-2008   | Bath – Gloucester          | 10-5  |
| 5-1-2008   | Wasps – Leeds              | 25-17 |
| 6-1-2008   | Harlequins – Leicester     | 13-42 |
| 6-1-2008   | Bristol – Saracens         | 18-3  |
| 6-1-2008   | London Irish – Sale Sharks | 20-12 |
| 6-1-2008   | Newcastle – Worc. Warriors | 15-12 |
|            |                            |       |
|            | 13ª giornata               |       |
| 22-2-2008  | Worcester – London Irish   | 11-12 |
| 23-2-2008  | Gloucester – Newcastle     | 28-20 |
| 23-2-2008  | Leicester – Sale Sharks    | 11-14 |
| 23-2-2008  | Wasps – Bristol            | 32-30 |
| 24-2-2008  | Leeds – Bath               | 15-34 |
| 24-2-2008  | Saracens – Harlequins      | 6-15  |
|            |                            |       |
|            | 16ª giornata               |       |
| 14-3-2008  | Sale Sharks – Gloucester   | 22-16 |
| 15-3-2008  | Leicester – Saracens       | 36-23 |
| 16-3-2008  | Worcester – Leeds          | 10-10 |
| 16-3-2008  | Harlequins – Bath          | 22-16 |
| 16-3-2008  | London Irish – Wasps       | 16-22 |
| 16-3-2008  | Newcastle – Bristol        | 8-28  |
|            |                            |       |
|            | 19ª giornata               |       |
| 11-4-2008  | Bristol – Sale Sharks      | 17-24 |
| 12-4-2008  | Gloucester – Saracens      | 39-15 |
| 12-4-2008  | Wasps – Worcester          | 49-12 |
| 13-4-2008  | Leeds – Harlequins         | 6-32  |
| 13-4-2008  | Newcastle – London Irish   | 8-13  |
| 15-4-2008  | Bath – Leicester           | 26-12 |
|            |                            |       |
|            | 22ª giornata               |       |
| 10-5-2008  | Gloucester – Bath          | 8-6   |
| 10-5-2008  | Leeds – Wasps              | 28-45 |
| 10-5-2008  | Leicester – Harlequins     | 31-28 |
| 10-5-2008  | Sale Sharks – London Irish | 7-17  |
| 10-5-2008  | Saracens – Bristol         | 25-20 |
| 10-5-2008  | Worc. Warriors – Newcastle | 51-10 |

|            | 2ª giornata               |       |
| ---------- | ------------------------- | ----- |
| 22-9-2007  | Leicester – Bath          | 26-16 |
| 22-9-2007  | Harlequins – Leeds        | 39-15 |
| 22-9-2007  | Worcester – Wasps         | 24-24 |
| 23-9-2007  | London Irish – Newcastle  | 19-0  |
| 23-9-2007  | Sale Sharks – Bristol     | 20-6  |
| 23-9-2007  | Saracens – Gloucester     | 31-38 |
|            |                           |       |
|            | 5ª giornata               |       |
| 12-10-2007 | Leeds Worcester           | 26-21 |
| 13-10-2007 | Bath – Harlequins         | 25-10 |
| 13-10-2007 | Gloucester – Sale Sharks  | 31-12 |
| 14-10-2007 | Bristol – Newcastle       | 23-16 |
| 14-10-2007 | Wasps – London Irish      | 28-14 |
| 14-10-2007 | Saracens – Leicester      | 26-19 |
|            |                           |       |
|            | 8ª giornata               |       |
| 22-12-2007 | Bath – Leeds              | 41-10 |
| 22-12-2007 | Bristol – Wasps           | 23-23 |
| 22-12-2007 | Harlequins – Saracens     | 20-27 |
| 23-12-2007 | Sale Sharks – Leicester   | 20-14 |
| 23-12-2007 | London Irish – Worcester  | 23-16 |
| 23-12-2007 | Newcastle – Gloucester    | 13-20 |
|            |                           |       |
|            | 11ª giornata              |       |
| 25-1-2008  | Sale Sharks – Harlequins  | 20-13 |
| 26-1-2008  | Gloucester – Wasps        | 18-17 |
| 26-1-2008  | Leicester – Newcastle     | 41-14 |
| 26-1-2008  | Worcester – Bristol       | 25-5  |
| 27-1-2008  | Saracens – Bath           | 26-20 |
| 27-1-2008  | Leeds – London Irish      | 24-26 |
|            |                           |       |
|            | 14ª giornata              |       |
| 29-2-2008  | Sale Sharks – Worcester   | 15-22 |
| 1-3-2008   | London Irish – Saracens   | 27-24 |
| 1-3-2008   | Harlequins – Gloucester   | 30-25 |
| 1-3-2008   | Leicester – Leeds         | 34-21 |
| 2-3-2008   | Bristol – Bath            | 9-19  |
| 7-5-2008   | Newcastle – Wasps         | 32-13 |
|            |                           |       |
|            | 17ª giornata              |       |
| 9-2-2008   | Gloucester – Leicester    | 13-20 |
| 10-2-2008  | Saracens – Worcester      | 19-6  |
| 21-3-2008  | Leeds – Newcastle         | 16-15 |
| 21-3-2008  | Bath – London Irish       | 19-16 |
| 23-3-2008  | Bristol – Harlequins      | 15-28 |
| 15-4-2008  | Wasps – Sale Sharks       | 29-19 |
|            |                           |       |
|            | 20ª giornata              |       |
| 19-4-2008  | London Irish – Harlequins | 13-6  |
| 19-4-2008  | Gloucester – Leeds        | 39-16 |
| 19-4-2008  | Leicester – Bristol       | 32-14 |
| 19-4-2008  | Worcester – Bath          | 20-23 |
| 20-4-2008  | Saracens – Wasps          | 29-40 |
| 20-4-2008  | Sale Sharks – Newcastle   | 53-10 |

|            | 3ª giornata               |       |
| ---------- | ------------------------- | ----- |
| 29-9-2007  | Bath – Sale Sharks        | 21-19 |
| 29-9-2007  | Gloucester – Worcester    | 29-7  |
| 29-9-2007  | Newcastle – Harlequins    | 19-12 |
| 30-9-2007  | Bristol – London Irish    | 14-11 |
| 30-9-2007  | Leeds – Saracens          | 7-31  |
| 30-9-2007  | Wasps – Leicester         | 17-20 |
|            |                           |       |
|            | 6ª giornata               |       |
| 19-10-2007 | Sale Sharks – Saracens    | 34-30 |
| 20-10-2007 | Harlequins – Wasps        | 26-25 |
| 20-10-2007 | Leicester – Worcester     | 28-20 |
| 21-10-2007 | Newcastle – Bath          | 20-33 |
| 21-10-2007 | Bristol – Leeds           | 39-13 |
| 21-10-2007 | London Irish – Gloucester | 15-10 |
|            |                           |       |
|            | 9ª giornata               |       |
| 29-12-2007 | Leicester – London Irish  | 25-17 |
| 29-12-2007 | Wasps – Bath              | 25-10 |
| 29-12-2007 | Gloucester – Bristol      | 27-0  |
| 29-12-2007 | Worcester – Harlequins    | 7-10  |
| 30-12-2007 | Leeds – Sale Sharks       | 20-34 |
| 30-12-2007 | Saracens – Newcastle      | 19-22 |
|            |                           |       |
|            | 12ª giornata              |       |
| 15-2-2008  | Sale Sharks – Leeds       | 29-3  |
| 16-2-2008  | Bath – Wasps              | 34-42 |
| 16-2-2008  | Harlequins – Worcester    | 36-15 |
| 17-2-2008  | London Irish – Leicester  | 22-13 |
| 17-2-2008  | Bristol – Gloucester      | 29-26 |
| 17-2-2008  | Newcastle – Saracens      | 16-14 |
|            |                           |       |
|            | 15ª giornata              |       |
| 8-3-2008   | Bath – Newcastle          | 22-11 |
| 8-3-2008   | Worcester – Leicester     | 23-19 |
| 8-3-2008   | Gloucester – London Irish | 34-14 |
| 9-3-2008   | Leeds – Bristol           | 13-30 |
| 9-3-2008   | Wasps – Harlequins        | 29-25 |
| 9-3-2008   | Saracens – Sale Sharks    | 24-20 |
|            |                           |       |
|            | 18ª giornata              |       |
| 28-3-2008  | Sale Sharks – Bath        | 22-6  |
| 29-3-2008  | Leicester – Wasps         | 19-24 |
| 29-3-2008  | Harlequins – Newcastle    | 15-9  |
| 29-3-2008  | Worcester – Gloucester    | 17-14 |
| 30-3-2008  | London Irish – Bristol    | 28-8  |
| 30-3-2008  | Saracens – Leeds          | 66-7  |
|            |                           |       |
|            | 21ª giornata              |       |
| 3-5-2008   | Bristol – Worcester       | 21-22 |
| 3-5-2008   | Bath – Saracens           | 66-21 |
| 4-5-2008   | Harlequins – Sale Sharks  | 16-23 |
| 4-5-2008   | London Irish – Leeds      | 43-20 |
| 4-5-2008   | Wasps – Gloucester        | 17-25 |
| 4-5-2008   | Newcastle – Leicester     | 28-25 |

### Classifica
| Pos | Squadra        | G  | V  | N | P  | PF  | PS  | DP   | BMP | Pt |
| --- | -------------- | -- | -- | - | -- | --- | --- | ---- | --- | -- |
| 1   | Gloucester     | 22 | 15 | 0 | 7  | 551 | 377 | +174 | 14  | 74 |
| 2   | London Wasps   | 22 | 14 | 2 | 6  | 599 | 459 | +140 | 10  | 70 |
| 3   | Bath           | 22 | 15 | 0 | 7  | 526 | 387 | +139 | 9   | 69 |
| 4   | Leicester      | 22 | 13 | 0 | 9  | 539 | 428 | +111 | 12  | 64 |
| 5   | Sale Sharks    | 22 | 14 | 0 | 8  | 481 | 374 | +107 | 7   | 63 |
| 6   | Harlequins     | 22 | 12 | 0 | 10 | 480 | 440 | +40  | 15  | 63 |
| 7   | London Irish   | 22 | 13 | 0 | 9  | 433 | 382 | +51  | 7   | 59 |
| 8   | Saracens       | 22 | 11 | 0 | 11 | 533 | 525 | +8   | 8   | 52 |
| 9   | Bristol        | 22 | 7  | 1 | 14 | 393 | 473 | −80  | 7   | 37 |
| 10  | Worcester      | 22 | 6  | 2 | 14 | 387 | 472 | −85  | 8   | 36 |
| 11  | Newcastle      | 22 | 7  | 0 | 15 | 333 | 542 | −209 | 6   | 34 |
| 12  | Leeds Carnegie | 22 | 2  | 1 | 19 | 336 | 732 | −396 | 2   | 12 |

## Play-off
|  | Semifinali | Semifinali   | Semifinali   |              |           | Finale    | Finale | Finale |  |
|  |            |              |              |              |           |           |        |        |  |
|  | 1          | Gloucester   | 25           |              |           |           |        |        |  |
|  | 1          | Gloucester   | 25           |              |           |           |        |        |  |
|  | 4          | Leicester    | 26           |              |           |           |        |        |  |
|  | 4          | Leicester    | 26           |              | Leicester | Leicester | 26     |        |  |
|  |            |              |              |              | Leicester | Leicester | 26     |        |  |
|  |            |              | London Wasps | London Wasps | 16        |           |        |        |  |
|  | 2          | London Wasps | London Wasps | London Wasps | 16        | 21        |        |        |  |
|  | 2          | London Wasps |              |              |           |           |        |        |  |
|  | 3          | Bath         | 10           |              |           |           |        |        |  |

### Semifinali
| Arbitro: | Chris White (Cheltenham) |

|                                    |      |              |
| Waters 30’ Flutey 36’ Palmer 59’   | mt   | 27’ Crockett |
| Cipriani 30’, 36’ v. Gisbergen 59’ | tr   | 27’ Barkley  |
|                                    | c.p. | 58’ Barkley  |

| Arbitro: | Dave Pearson (Northumberland) |

|                             |      |                           |
| Simpson-Daniel 57’          | mt   | 52’ A. Tuilagi 63’ Mauger |
| Lamb 57’                    | tr   | 52’, 63’ An. Goode        |
| Lamb 6’, 17’, 29’, 38’, 49’ | c.p. | 11’, 42’, 68’ An. Goode   |
| W. Walker 76’               | drop | 78’ An. Goode             |

### Finale
| Arbitro: | Wayne Barnes (Gloucester) |

| |              | |
| T. Rees 12’ Lewsey 37’ | mt           | 56’ Varndell 62’ Ellis |
| v. Gisbergen 12’, 37’ | tr           | |
| v. Gisbergen 6’, 24’, 35’, 72’ | c.p.         | 9’, 29’ An. Goode |
| · v. Gisbergen · Sackey · Waters · 79’ Waldouck · Lewsey · Flutey · 79’ Reddan · 61’ Payne · 61’ Ibañez · 41’ Vickery · Shaw · 79’ Palmer · Haskell · Rees · 67’ Dallaglio | Formazioni   | · G. Murphy · Varndell · Hipkiss 41’ · Mauger 23’ 26’ · A. Tuilagi · An. Goode · Ellis 80’ · Crane · Herring 56’ · Corry · Kay · Wentzel 54’ · J. White · M. Davies 46’ · Stankovich 56’ |
| · 41’ Barnard · 61’ Ward · 61’ Worsley · 67’ Hart · 79’ Birkett · 79’ McMillan · 79’ Staunton                                                                              | Sostituzioni | · Erinle 23’ 26’ 41’ · Kayser 46’ · Blaze 54’ · Ayerza 56’ · Croft 56’ · Laussucq 80’ |
| Ian McGeechan | Allenatori   | Marcelo Loffreda |

## Verdetti
- London Wasps: Campione d'Inghilterra.
- London Wasps, Leicester, Gloucester, Bath, Sale Sharks, Harlequins: qualificate alla Heineken Cup 2008-09.
- London Irish, Saracens, Bristol, Worcester, Newcastle: qualificate alla Challenge Cup 2008-09.
- Leeds Carnegie: retrocessa in National Division One 2008-09.